# Robert B. Heimann

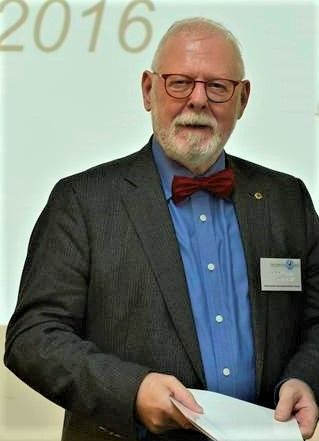
Robert B. Heimann

Robert B. Heimann (* 31. Dezember 1938 in Görlitz) ist ein deutscher Mineraloge und Materialwissenschaftler.

## Leben
Heimann besuchte in Görlitz die Grundschule und die Oberschule. Nach dem Abitur im Juni 1956 studierte er an der späteren TH für Chemie „Carl Schorlemmer“ Leuna-Merseburg Stoffwirtschaft (Chemie). Nach zwei Jahren als Apparatefahrer für die VEB Chemische Werke Buna in Schkopau studierte er 1959/60 Bergbau, später Mineralogie an der RWTH Aachen. Im Januar 1960 wurde er im Corps Marcomannia Breslau zu Köln und Aachen recipiert. Ab 1960 studierte er Mineralogie an der Freien Universität Berlin.
Er bestand 1963 die Prüfung als Diplom-Mineraloge und wurde 1966 in Berlin zum Dr. rer. nat. promoviert. Er blieb elf Jahre an der FU. 1972 habilitierte er sich für Mineralogie und Kristallchemie. Er wurde 1977 zum apl. Professor ernannt und wirkte anschließend bis 1979 als Dozent am Mineralogischen Institut der  Universität (TH) Karlsruhe. 1979–1981 war er Research Associate am Institut für Materialwissenschaft der McMaster University in Hamilton (Ontario). Zugleich war er Gastprofessor an der University of Toronto. 1980/81 arbeitete er in der Forschungsabteilung von 3M Canada in Toronto. 1982–1986 war er angestellter Geochemiker bei der Atomic Energy of Canada Limited, Whiteshell Nuclear Research Establishment (WNRE) in Manitoba. Anschließend war er sechs Jahre Forschungsmanager am Alberta Research Council in Edmonton (heute: Alberta Innovates).
1993 nach Deutschland zurückgekehrt, war er elf Jahre Universitätsprofessor (C3) am Institut für Mineralogie der Technischen Universität Bergakademie Freiberg. Nachdem er am 1. April 2004 in den Ruhestand getreten war, war er noch vier Jahre Inhaber und Präsident einer Consulting-Firma (Oceangate) in Hann Münden. Er lebt seit 2009 wieder in seiner Heimatstadt Görlitz und betätigt sich als Schriftsteller. Seit November 2018 ist er auch Alter Herr des Corps Borussia Tübingen.

## Werke
- Auflösung von Kristallen : Theorie und technische Anwendung. Springer, Wien New York 1975, ISBN 978-3709134030.
- Mineralogische Vorgänge beim Brennen von Keramik und Archäothermometrie. Karlsruhe 1979.
- mit Rainer Slotta: Curt Adolph Netto – ein Kosmopolit aus Freiberg/Sachsen. Bochum 1999.
- mit Sergey E. Evsyukov und Ladislav Kavan (Eds.): Carbyne and Carbynoid Structures. Springer 1999, ISBN 978-0792353232.
- Plasma Spray Coating. Principles and Applications. Wiley-VCH, Weinheim. 2008, ISBN 978-3527294305.
- Classic and Advanced Ceramics. From Fundamentals to Applications. Wiley-VCH, Weinheim. 2010, ISBN 978-3527325177.
- Calcium phosphate : structure, synthesis, properties, and applications. Nova Biomedical, New York 2012, ISBN 978-1-62257-299-1.
- mit Marino Maggetti: Ancient and Historical Ceramics. Materials, Technology, Art, and Culinary Traditions. Schweizerbart Science Publishers, Stuttgart 2014, ISBN 978-3510652907.
- mit Hans D. Lehmann: Bioceramic coatings for medical implants : trends and techniques. Wiley-VCH, Weinheim 2015.
- mit Walter Noll: Ancient Old World Pottery. Materials, Technology, and Decoration. Schweizerbart Science Publishers, Stuttgart 2016, ISBN 978-3510653362.[5]
- mit Andreas Bednarek: Görlitz as she has been. Old photographs to remember her by. Via Regia Verlag, Königsbrück 2017, ISBN 978-3944104201.
- Materials for Medical Application. Walter de Gruyter, Berlin 2020, ISBN 978-3-11-061919-5.